# Giovanna Maddalena di Sassonia-Altenburg
Giovanna Maddalena di Sassonia-Altenburg (Altenburg, 14 gennaio 1656 – Weißenfels, 22 gennaio 1686) membro della casa di Wettin, fu duchessa di Sassonia-Altenburg per nascita e per matrimonio una duchessa di Sassonia-Weissenfels -Querfurt.

## Biografia
Giovanna Maddalena era l'unica figlia del duca Federico Guglielmo II di Sassonia-Altenburg e di sua moglie Maddalena Sibilla di Sassonia, figlia del principe elettore Giovanni Giorgio I di Sassonia.

## Matrimonio e discendenza
Rimase orfana di entrambi i genitori nel 1669. Divenne subito una pedina nelle mani della sua famiglia. Nel 1671, i suoi zii Giovanni Giorgio II e Maurizio, decisero che, per ragioni dinastiche, avrebbe sposato suo cugino, il duca Giovanni Adolfo I di Sassonia-Weissenfels.
Al momento, questo matrimonio era politicamente delicato, perché suo fratello maggiore, il principe ereditario Cristiano di Sassonia-Altenburg, era morto giovane, e suo fratello minore, Federico Guglielmo III, che era succeduto a suo padre come duca, era ancora sotto la tutela dei suoi zii e non aveva ancora figli: il giovane duca morì sei mesi prima del matrimonio di vaiolo.
Il 25 ottobre 1671, a Altenburg, sposò Giovanni Adolfo I , figlio del duca Augusto di Sassonia-Weissenfels e della moglie Anna Maria di Mecleburgo-Schwerin. Ebbero undici figli:
- Maddalena Sibilla (1673-1726), sposò il duca Giovanni Guglielmo III di Sassonia-Eisenach;
- Augusto Federico (15 settembre 1674 - 16 agosto 1675);
- Giovanni Adolfo (7 giugno 1676 - 17 giugno 1676);
- Giovanni Giorgio (1677 - 1712), sposò Federica Elisabetta di Sassonia-Eisenach;
- figlio nato morto (24 luglio 1678);
- Giovanna Guglielmina (20 gennaio 1680 - 4 luglio 1730);
- Federico Guglielmo (18 gennaio 1681 - 20 novembre 1681);
- Cristiano (1682-1736), sposò Luisa Cristina di Stolberg-Stolberg;
- Anna Maria (17 giugno 1683 - 16 marzo 1731), sposò Erdmann II di Promnitz;
- Sofia (2 agosto 1684 - 6 maggio 1752), sposò in prime nozze, Giorgio Guglielmo di Brandeburgo-Bayreuth; in seconde nozze, sposò Alberto Giuseppe, conte di Hoditz-Wolframitz;
- Giovanni Adolfo II (1685-1746), sposò, in prime nozze, Giovannina Antonietta Giuliana di Sassonia-Eisenach; in seconde nozze, sposò Federica di Sassonia-Gotha.

## Morte
Morì il 22 gennaio 1686, all'età di 30 anni e fu sepolta nella chiesa del castello Neu-Augustenburg. Era un personaggio popolare in tutto il suo paese e si curò delle esigenze sociali dei suoi sudditi.

## Ascendenza
|                                                     |                                                |                                               | Genitori                                           |  |  | Nonni |  |  | Bisnonni                                   |  |  | Trisnonni                                             |  |
|                                                     |                                                |                                               |                                                    |  |  |       |  |  | 8. Johann Wilhelm, duca di Sassonia-Weimar |  |  | 16. Johann Friedrich I, principe elettore di Sassonia |  |
|                                                     |                                                |                                               |                                                    |  |  |       |  |  | 8. Johann Wilhelm, duca di Sassonia-Weimar |  |  | 16. Johann Friedrich I, principe elettore di Sassonia |  |
|                                                     |                                                | 17. Sibylle von Jülich-Kleve-Berg             |                                                    |  |  |       |  |  | 8. Johann Wilhelm, duca di Sassonia-Weimar |  |  |                                                       |  |
| 4. Friedrich Wilhelm I, duca di Sassonia-Weimar     |                                                |                                               |                                                    |  |  |       |  |  | 8. Johann Wilhelm, duca di Sassonia-Weimar |  |  |                                                       |  |
|                                                     |                                                | 9. Dorothea Susanne von der Pfalz-Simmern     | 18. Friedrich III, elettore palatino del Reno      |  |  |       |  |  |                                            |  |  |                                                       |  |
|                                                     |                                                | 9. Dorothea Susanne von der Pfalz-Simmern     | 18. Friedrich III, elettore palatino del Reno      |  |  |       |  |  |                                            |  |  |                                                       |  |
|                                                     |                                                | 9. Dorothea Susanne von der Pfalz-Simmern     | 19. Marie von Brandenburg-Kulmbach                 |  |  |       |  |  |                                            |  |  |                                                       |  |
| 2. Friedrich Wilhelm II, duca di Sassonia-Altenburg |                                                | 9. Dorothea Susanne von der Pfalz-Simmern     |                                                    |  |  |       |  |  |                                            |  |  |                                                       |  |
|                                                     |                                                | 10. Philipp Ludwig, conte palatino di Neuburg | 20. Wolfgang, conte palatino di Zweibrücken        |  |  |       |  |  |                                            |  |  |                                                       |  |
|                                                     |                                                | 10. Philipp Ludwig, conte palatino di Neuburg | 20. Wolfgang, conte palatino di Zweibrücken        |  |  |       |  |  |                                            |  |  |                                                       |  |
|                                                     |                                                | 10. Philipp Ludwig, conte palatino di Neuburg | 21. Anna von Hessen                                |  |  |       |  |  |                                            |  |  |                                                       |  |
| 5. Anna Maria von Pfalz-Neuburg                     |                                                | 10. Philipp Ludwig, conte palatino di Neuburg |                                                    |  |  |       |  |  |                                            |  |  |                                                       |  |
|                                                     |                                                | 11. Anna von Jülich-Kleve-Berg                | 22. Wilhelm, duca di Jülich-Kleve-Berg             |  |  |       |  |  |                                            |  |  |                                                       |  |
|                                                     |                                                | 11. Anna von Jülich-Kleve-Berg                | 22. Wilhelm, duca di Jülich-Kleve-Berg             |  |  |       |  |  |                                            |  |  |                                                       |  |
|                                                     |                                                | 11. Anna von Jülich-Kleve-Berg                | 23. Maria von Österreich                           |  |  |       |  |  |                                            |  |  |                                                       |  |
| 1. Johanna Magdalena von Sachsen-Altenburg          |                                                | 11. Anna von Jülich-Kleve-Berg                |                                                    |  |  |       |  |  |                                            |  |  |                                                       |  |
|                                                     | 12. Christian I, principe elettore di Sassonia | 24. August I, principe elettore di Sassonia   |                                                    |  |  |       |  |  |                                            |  |  |                                                       |  |
|                                                     | 12. Christian I, principe elettore di Sassonia | 24. August I, principe elettore di Sassonia   |                                                    |  |  |       |  |  |                                            |  |  |                                                       |  |
|                                                     | 12. Christian I, principe elettore di Sassonia | 25. Anna af Danmark                           |                                                    |  |  |       |  |  |                                            |  |  |                                                       |  |
| 6. Johann Georg I, principe elettore di Sassonia    | 12. Christian I, principe elettore di Sassonia |                                               |                                                    |  |  |       |  |  |                                            |  |  |                                                       |  |
|                                                     |                                                | 13. Sophie von Brandenburg                    | 26. Johann Georg, principe elettore di Brandeburgo |  |  |       |  |  |                                            |  |  |                                                       |  |
|                                                     |                                                | 13. Sophie von Brandenburg                    | 26. Johann Georg, principe elettore di Brandeburgo |  |  |       |  |  |                                            |  |  |                                                       |  |
|                                                     |                                                | 13. Sophie von Brandenburg                    | 27. Sabina von Brandenburg-Ansbach                 |  |  |       |  |  |                                            |  |  |                                                       |  |
| 3. Magdalena Sibylla von Sachsen                    |                                                | 13. Sophie von Brandenburg                    |                                                    |  |  |       |  |  |                                            |  |  |                                                       |  |
|                                                     |                                                | 14. Albrecht Friedrich, duca di Prussia       | 28. Albrecht I, duca di Prussia                    |  |  |       |  |  |                                            |  |  |                                                       |  |
|                                                     |                                                | 14. Albrecht Friedrich, duca di Prussia       | 28. Albrecht I, duca di Prussia                    |  |  |       |  |  |                                            |  |  |                                                       |  |
|                                                     |                                                | 14. Albrecht Friedrich, duca di Prussia       | 29. Anna Maria von Braunschweig-Lüneburg           |  |  |       |  |  |                                            |  |  |                                                       |  |
| 7. Magdalena Sibylle von Preußen                    |                                                | 14. Albrecht Friedrich, duca di Prussia       |                                                    |  |  |       |  |  |                                            |  |  |                                                       |  |
|                                                     |                                                | 15. Marie Eleonore von Jülich-Kleve-Berg      | 30. Wilhelm, duca di Jülich-Kleve-Berg (= 22)      |  |  |       |  |  |                                            |  |  |                                                       |  |
|                                                     |                                                | 15. Marie Eleonore von Jülich-Kleve-Berg      | 30. Wilhelm, duca di Jülich-Kleve-Berg (= 22)      |  |  |       |  |  |                                            |  |  |                                                       |  |
|                                                     |                                                | 15. Marie Eleonore von Jülich-Kleve-Berg      | 31. Maria von Österreich (= 23)                    |  |  |       |  |  |                                            |  |  |                                                       |  |
|                                                     |                                                | 15. Marie Eleonore von Jülich-Kleve-Berg      |                                                    |  |  |       |  |  |                                            |  |  |                                                       |  |